# Cooksville
Cooksville – wieś w Stanach Zjednoczonych, w stanie Illinois, w hrabstwie McLean.